# Jo Hendriks
Josephus Petronella Maria (Jo) Hendriks (Sint-Oedenrode, 4 maart 1923 – Tilburg, 5 september 2001), was ziekenfondsbestuurder en later staatssecretaris in het kabinet Den Uyl namens de KVP.
Na het verlaten van de middelbare school trad Jo Hendriks vrijwel direct in dienst van het Centraal Ziekenfonds te Tilburg; eerst als adjunct-inspecteur en vanaf 1946 als secretaris van het bestuur. In 1956 volgde hij zijn vader, Jan Hendriks, op als directeur van het ziekenfonds. Vanaf maart 1964 combineerde Hendriks deze functie met het voorzitterschap van de Bond van Rooms-Katholieke Ziekenfondsen. Hendriks was hiermee een van de leidende figuren in het Nederlandse ziekenfondswezen in de jaren zestig.
In 1973 werd de tot dan toe nog vrij onbekende en politiek onervaren Hendriks staatssecretaris van Volksgezondheid onder minister Irene Vorrink in het kabinet-Den Uyl. Hij kreeg in die functie te maken met de affaire-Dennendal. Hij bereidde een herstructurering van de gezondheidszorg voor, met name met het oog de financierbaarheid daarvan, maar kon door tegenwerking van de minister van Financiën, Wim Duisenberg, zijn plannen slechts gedeeltelijk realiseren.
Na zijn politieke loopbaan werd hij voorzitter van de KRO. Hendriks bekleedde tevens lange tijd de functie van voorzitter van de Nationale Raad voor de Volksgezondheid.
- Biografisch Portaal: 31917628
- International Standard Name Identifier: 0000 0000 2514 1409
- Library of Congress Control Number: n84201103
- Nederlandse Thesaurus van Auteursnamen: 07232631X
- Parlement.com: vg09llg5g7zk
- Virtual International Authority File: 50637379
- WorldCat: E39PBJwmRQX4JgQR3RvGfDPqQq